# Liste der Nummer-eins-Hits in Deutschland (2021)
Dies ist eine Liste der Nummer-eins-Hits in Deutschland im Jahr 2021. Die Single- und Albumcharts werden von GfK Entertainment wöchentlich zusammengestellt. Sie berücksichtigen den Verkauf von Tonträgern und Downloads sowie bezahltes Streaming.

## Singles
| ← 2020 ← | Liste der Nummer-eins-Hits in Deutschland | Liste der Nummer-eins-Hits in Deutschland | Liste der Nummer-eins-Hits in Deutschland | 2022 → |
| \| Zeitraum \| Wo. ges. \| Interpret \| Titel Autor(en) \| Zusätzliche Informationen \| \| (Zeitraum, Wochen auf Platz eins, Interpret, Titel, Autor[en], zusätzliche Informationen) \| \| \| \| \| \| ----------------------------------------------------------------------------------------- \| -------- \| ----------------------------------------- \| ------------------------------------------------------------------------------------------------------------------------------------------------------------------------------------------------------------------------------------------- \| ------------------------------------------------------------------------------------------------------------------------------------------------------------------------------------------------------------------------------------------------------------------------------------------------------------------------------------------------------------------------------------------------------------------------------------------------------------------------------------------------------------------------------------------------------------------------------------------------------------------------------------------- \| \| 4. Dezember 2020 – 7. Januar 2021 5 Wochen (insgesamt 21) \| 21 \| Mariah Carey \| All I Want for Christmas Is You Walter Afanasieff, Mariah Carey \| Nachdem der Song zum vorigen Jahreswechsel zum ersten Mal auf dem Spitzenplatz stand, kehrte er nun bereits drei Wochen vor Heiligabend dorthin zurück. \| \| 8. Januar 2021 – 14. Januar 2021 1 Woche \| 1 \| Apache 207 \| Angst Volkan Yaman, Dominik Cortolezis, Furkan Duran, Joshua Allery, Laurin Auth, Rafael Schmitt \| Der Rapper erreicht bereits seinen insgesamt achten Nummer-eins-Erfolg in den deutschen Singlecharts. \| \| 15. Januar 2021 – 21. Januar 2021 1 Woche \| 1 \| Katja Krasavice feat. Elif \| Highway Elif Demirezer, Luca Montesinos Gargallo, Oliver Groos, Yannick Johannknecht, Marco Tscheschlok, Katja Krasavice \| Für beide Künstlerinnen ist es jeweils die erste Nummer-eins-Platzierung in den deutschen Singlecharts. Einen großen Anteil am Nummer-eins-Erfolg in den umsatzorientierten Singlecharts hatte hierbei der Verkauf tausender limitierter „Fan-Bundles“, die Merchandise beinhalteten. \| \| 22. Januar 2021 – 18. Februar 2021 4 Wochen \| 4 \| Kasimir1441 feat. Badmómzjay & Wildbwoys \| Ohne Dich Musik: Markus Paul Gorecki, Daniel Sluga; Text: Clemens Reichelt, Josy Napieray, Marco Tscheschlok, Luca Manuel Montesinos Gargallo \| Alle involvierten Künstler erreichen jeweils das erste Mal die Spitzenposition der deutschen Singlecharts. \| \| 19. Februar 2021 – 25. Februar 2021 1 Woche (insgesamt 10) \| 10 \| Nathan Evans \| Wellerman Traditional \| In Folge des Shanty-Hypes auf der Internetplattform TikTok im Januar 2021 erfreute sich das rund 150 Jahre alte Lied neuer Beliebtheit. Nach Veröffentlichung eines Remixes mit 220 Kid und Billen Ted erreichte es schließlich Platz eins der deutschen Singlecharts. \| \| 26. Februar 2021 – 4. März 2021 1 Woche \| 1 \| Bausa feat. Apache 207 \| Madonna Julian Otto, Volkan Yaman, Berken Dogan, Joshua Allery, Laurin Auth \| Während Bausa seine zweite Nummer-eins-Platzierung verbuchen kann, erreicht Apache 207 bereits zum neunten Mal die Spitze der deutschen Singlecharts. Das Produzenten-Duo Miksu und Macloud steht zum siebten Mal auf Platz eins. \| \| 5. März 2021 – 29. April 2021 8 Wochen (insgesamt 10) \| 10 \| Nathan Evans \| Wellerman Traditional \| – \| \| 30. April 2021 – 6. Mai 2021 1 Woche \| 1 \| Saweetie feat. Doja Cat & Katja Krasavice \| Best Friend (Remix) Diamonté Harper, Amala Dlamini, Asia Smith, Kaine, Lukasz Gottwald, Rocco Valdes, Theron Thomas \| Während Krasavice bereits ihre zweite Nummer-eins-Single erreicht, stehen Saweetie und Doja Cat zum ersten Mal an der Spitze der deutschen Singlecharts. Einen großen Anteil am Nummer-eins-Erfolg in den umsatzorientierten Singlecharts hatte hierbei der Verkauf von fast 9.000 limitierten „Fan-Bundles“, die Merchandise beinhalteten. Koautor Gottwald (Dr. Luke) erreichte zum 6. Mal die Chartspitze und platzierte sich die 24. Woche an ebendieser. In der Folgewoche fiel der Song auf Platz 92, womit ein neuer Negativrekord für einen Fall von Platz eins innerhalb der Top 100 aufgestellt wurde. \| \| 7. Mai 2021 – 13. Mai 2021 1 Woche (insgesamt 10) \| 10 \| Nathan Evans \| Wellerman Traditional \| – \| \| 14. Mai 2021 – 20. Mai 2021 1 Woche \| 1 \| Bonez MC feat. Frauenarzt \| Extasy Musik: David Olfermann, David Kraft, Tim Wilke; Text: John Lorenz Moser, Vicente de Teba \| Während Bonez MC bereits seinen achten Nummer-eins-Erfolg feiert, ist es für den Rapper Frauenarzt die erste Nummer-eins-Platzierung in den deutschen Singlecharts. Das Produzenten-Duo The Cratez steht zum 15. Mal an der Spitze der Charts. \| \| 21. Mai 2021 – 3. Juni 2021 2 Wochen \| 2 \| Shirin David \| Ich darf das Musik: Samuele Frijo, Marcel Uhde, Melvin Schmitz; Text: Barbara Shirin Davidavičius, Lars Hammerstein \| David erreicht als erste deutsche Rapperin zum dritten Mal die Chartspitze der deutschen Singlecharts.[1] Die Koautoren Uhde und Schmitz stehen zum vierten beziehungsweise dritten Mal an der Chartspitze. \| \| 4. Juni 2021 – 10. Juni 2021 1 Woche \| 1 \| Loredana & Mozzik \| Rosenkrieg Gramoz Aliu, Lennard Oestmann, Loredana Zefi, Marco Tscheschlok, Smajl Shaqiri, Vito Kovach \| Die Schweizer Rapperin Loredana erreicht ihre erste Nummer-eins-Platzierung seit dem Titel Nicht verdient im April 2020. Insgesamt steht sie zum sechsten Mal an der Spitze der deutschen Singlecharts. Für Mozzik ist es der erste Nummer-eins-Hit. \| \| 11. Juni 2021 – 24. Juni 2021 2 Wochen \| 2 \| Olivia Rodrigo \| Good 4 U Joshua Neil Farro, Daniel Leonard Nigro, Olivia Rodrigo, Hayley Nichole Williams \| Nachdem ihre Debütsingle Drivers License nur knapp die Spitzenposition verfehlte, erreicht die dritte Single der US-Amerikanerin schließlich Platz eins der deutschen Singlecharts. Zuvor konnte sich das Lied bereits in den USA, Großbritannien, Österreich und der Schweiz auf Nummer eins positionieren. \| \| 25. Juni 2021 – 1. Juli 2021 1 Woche \| 1 \| Måneskin \| Beggin’ Bob Gaudio, Peggy Farina \| Knapp fünf Wochen nach ihrem Sieg beim Eurovision Song Contest 2021 erreicht die italienische Band mit der Cover-Version der Four Seasons aus dem Jahr 2017 zum ersten Mal die Spitze der deutschen Singlecharts. Es ist erst das zweite Mal, dass ein Lied, das nicht als offizielle Singleauskopplung veröffentlicht wurde, die deutsche Chartspitze erreicht. \| \| 2. Juli 2021 – 8. Juli 2021 1 Woche \| 1 \| Pashanim \| Sommergewitter Can David Bayram, Andreas Janetschko \| Nachdem er bereits im Jahr 2020 einen Sommerhit mit dem Lied Airwaves landete, erreicht der Rapper nun das erste Mal auch die Spitze der deutschen Singlecharts. Koautor Janetschko erreichte nach Boot (Apache 207) zum zweiten Mal die Chartspitze in dieser Funktion. \| \| 9. Juli 2021 – 15. Juli 2021 1 Woche \| 1 \| Shirin David \| Lieben wir Musik: Samuele Frijo, Marcel Uhde, Melvin Schmitz; Text: Barbara Shirin Davidavičius, Lars Hammerstein \| Nur wenige Wochen nach ihrem letzten Nummer-eins-Hit steht die Rapperin zum vierten Mal an der Spitze der deutschen Singlecharts. Für die Autoren Uhde und Schmitz ist es jeweils die fünfte und vierte Nummer-eins-Platzierung. \| \| 16. Juli 2021 – 29. Juli 2021 2 Wochen (insgesamt 4) \| 4 \| Ed Sheeran \| Bad Habits Frederick John Philip Gibson, Johnny McDaid, Edward Christopher Sheeran \| Mit der Leadsingle seines fünften Studioalbums erreicht der britische Sänger bereits zum dritten Mal die Spitze der deutschen Singlecharts als Autor und Interpret. Die Autoren Gibson und McDaid erreichten jeweils zum zweiten Mal nach Solo bzw. Shape of You die Chartspitze. \| \| 30. Juli 2021 – 5. August 2021 1 Woche \| 1 \| RAF Camora feat. Bonez MC \| Blaues Licht John Lorenz Moser, Raphael Ragucci, Gianfranco Randone, Massimo Gabutti, Maurizio Lobina, David Kraft, Tim Wilke, Mohamad „Hamudi“ Hoteit \| Die gemeinsame Single der beiden Rapper aus Zukunft II, der Wiederveröffentlichung des Comeback-Albums Zukunft von RAF Camora, beschert Bonez MC die neunte und RAF Camora die dritte Nummer-eins-Single in den deutschen Singlecharts. Das Produzenten-Duo The Cratez erreicht zum 16. Mal die Spitze der Charts. Die zugrundeliegende Komposition Blue (Da Ba Dee) von Eiffel 65 steht damit nach dem Original, das 1999 bereits für neun Wochen an der Chartspitze stand, in einer zweiten Version auf dem ersten Platz der deutschen Charts.[2] \| \| 6. August 2021 – 19. August 2021 2 Wochen (insgesamt 4) \| 4 \| Ed Sheeran \| Bad Habits Frederick John Philip Gibson, Johnny McDaid, Edward Christopher Sheeran \| – \| \| 20. August 2021 – 26. August 2021 1 Woche \| 1 \| Montez \| Auf & ab Oliver Avalon, Tom Hengelbrock, Yannick Johannknecht, Luca Montesinos, Marco Tscheschlok \| Mit seiner erst dritten Chartplatzierung in den deutschen Charts erreicht der Bielefelder Rapper bereits seinen ersten Nummer-eins-Hit in den Singlecharts. \| \| 27. August 2021 – 2. September 2021 1 Woche \| 1 \| Metallica \| Enter Sandman Kirk Hammett, James Hetfield, Lars Ulrich \| Mit einer deutschlandexklusiven Neu-Auflage physischer CD-Singles des Liedes erreicht es zum ersten Mal Platz eins in Deutschland. 1991 erreichte es nur Platz neun der Charts. Für Metallica ist es der erste Nummer-eins-Hit in den deutschen Singlecharts. Die Band lässt sämtliche Einnahmen den Opfern der Hochwasserkatastrophe 2021 zukommen.[3] \| \| 3. September 2021 – 9. September 2021 1 Woche (insgesamt 2) \| 2 \| The Kid Laroi & Justin Bieber \| Stay Justin Drew Bieber, Isaac De Boni, Omer Fedi, Magnus August Høiberg, Charlton Kenneth Jeffrey Howard, Michael Mulé, Charlie Puth, Subhaan Rahmaan, Blake Slatkin \| Während der Australier Laroi seine erste Nummer-eins-Platzierung erzielt, ist es für Bieber, Fedi, Høiberg und Slatkin bereits der zweite Nummer-eins-Erfolg in den deutschen Singlecharts. \| \| 10. September 2021 – 16. September 2021 1 Woche \| 1 \| Shindy \| Mandarinen Michael Schindler, Ozan Yıldırım \| Der Rapper erreicht nach der Single Dodi (2019) seine zweite Nummer-eins-Platzierung in den deutschen Singlecharts. \| \| 17. September 2021 – 23. September 2021 1 Woche \| 1 \| RAF Camora feat. Luciano \| 2CB Patrick Großmann, Mohamad Hoteit, David Kraft, Raphael Ragucci, Ville Valo, Tim Wilke \| Während RAF Camora sich bereits zum vierten Mal auf Rang eins platziert, steht Luciano zum dritten Mal an der Spitze der deutschen Singlecharts. Das Produzenten-Duo The Cratez erreicht zum 17. Mal die Spitze der Charts. Die zugrundeliegende Komposition Join Me (in Death) von HIM steht damit nach dem Original, das 2000 bereits für vier Wochen an der Chartspitze stand, in einer zweiten Version auf dem ersten Platz der deutschen Charts.[4] \| \| 24. September 2021 – 30. September 2021 1 Woche \| 1 \| Katja Krasavice \| Pussy Power Katja Krasavice, Yannick Johannknecht, Marco Tscheschlok \| Nur wenige Monate nach ihren ersten Nummer-eins-Erfolgen steht die Rapperin bereits zum dritten Mal an der Spitze der deutschen Singlecharts. Koautor Johannknecht erreichte binnen fünf Wochen zum zweiten Mal die Chartspitze nach Auf & ab (Montez). Einen großen Anteil am Nummer-eins-Erfolg in den umsatzorientierten Singlecharts hatte hierbei der Verkauf tausender limitierter „Fan-Bundles“, die Merchandise beinhalteten. In der Folgewoche fiel der Song aus den Top 100, was zuvor nur den Ärzten mit True Romance und Mariah Carey mit All I Want for Christmas Is You gelang. \| \| 1. Oktober 2021 – 7. Oktober 2021 1 Woche (insgesamt 2) \| 2 \| The Kid Laroi & Justin Bieber \| Stay Justin Drew Bieber, Isaac De Boni, Omer Fedi, Magnus August Høiberg, Charlton Kenneth Jeffrey Howard, Michael Mulé, Charlie Puth, Subhaan Rahmaan, Blake Slatkin \| – \| \| 8. Oktober 2021 – 14. Oktober 2021 1 Woche \| 1 \| Apache 207 \| Kapitel II Vodka Volkan Yaman, Joshua Allery, Laurin Auth \| Der Rapper erreicht bereits seine zehnte Nummer-eins-Platzierung in den deutschen Singlecharts. Für das Produzenten-Duo Miksu und Macloud ist es der achte Nummer-eins-Erfolg. \| \| 15. Oktober 2021 – 21. Oktober 2021 1 Woche (insgesamt 2) \| 2 \| Ed Sheeran \| Shivers Edward Sheeran, Steve McCutcheon, Kal Lavelle, John McDaid \| Nur wenige Monate nach seinem vorherigen Charterfolg erklimmt der britische Musiker erneut die Spitze der Charts. Er erreicht somit seine vierte Nummer-eins-Platzierung in den deutschen Singlecharts. Für die Autoren Mac und McDaid ist es jeweils die dritte Nummer-eins-Platzierung. \| \| 22. Oktober 2021 – 28. Oktober 2021 1 Woche (insgesamt 2) \| 2 \| Adele \| Easy on Me Adele Atkins, Greg Kurstin \| Mit der Veröffentlichung ihrer Comeback-Single stürmt die britische Sängerin nach einer sechsjährigen Pause auf Anhieb die Spitze der Charts. Für sie ist es die vierte Nummer-eins-Platzierung in den deutschen Singlecharts. Koautor Kurstin erzielt seinen dritten Nummer-eins-Hit. \| \| 29. Oktober 2021 – 4. November 2021 1 Woche (insgesamt 2) \| 2 \| Ed Sheeran \| Shivers Edward Sheeran, Steve McCutcheon, Kal Lavelle, John McDaid \| – \| \| 5. November 2021 – 11. November 2021 1 Woche \| 1 \| Shirin David feat. Kitty Kat \| Be a Hoe/Break a Hoe Shirin David, Gennaro Frenken, Lars Daniel Hammerstein, Katharina Löwel, Dennis Opoku \| Nachdem die beiden Vorgängersingles von Shirin David bereits Platz eins erreichten, platziert sich nun ihre dritte Single in Folge auf Nummer eins der deutschen Singlecharts. Insgesamt ist es für David die fünfte Nummer-eins-Platzierung. Rapperin Kitty Kat steht nicht nur zum ersten Mal an der Spitze der Charts, sondern erzielt gleichzeitig ihre erste Top-10-Platzierung als Interpretin. \| \| 12. November 2021 – 18. November 2021 1 Woche \| 1 \| Katja Krasavice feat. Leony \| Raindrops Hanni Mari Autere, Mark Becker, Simone Bocchino, Leonie Burger, Valentina Dante, Sari Hilja Kauranen, Katja Krasavice, Maria Anita Lehtola, Luca Montesinos, Luca Ontino, Barbara Tanzini, Timo Olvai Väänänen, Vitali Zestovskih \| Für Krasavice ist es bereits das vierte Mal auf Platz eins der deutschen Singlecharts. Somit konnte sich auch die zweite Singleauskopplung des Studioalbums Pussy Power auf Platz eins positionieren. Rapper Montez und Produzent Vitali Zestovskih erzielen jeweils ihr zweites Nummer-eins-Lied als Koautor bzw. Produzent. Leony erreicht zum ersten Mal die Spitze der Charts als Interpretin sowie zum zweiten Mal als Autorin. Auch für die als Koautoren kreditierten Künstler der finnischen Gruppe Loituma ist es dank des Samples die erste Nummer-eins-Platzierung. \| \| 19. November 2021 – 25. November 2021 1 Woche (insgesamt 2) \| 2 \| Kummer feat. Fred Rabe \| Der letzte Song (Alles wird gut) Flo August, Steffen Israel, Patrick Denis Kowalewski, Felix Kummer, Karl Schumann \| Mit der Veröffentlichung seiner letzten Single verabschiedet sich der Sänger und Rapper von seiner Solo-Musikkarriere, erreicht damit jedoch zum ersten Mal die Spitze der deutschen Singlecharts. Für den Frontsänger der Gruppe Giant Rooks Fred Rabe ist es neben seiner ersten Nummer-eins-Platzierung zeitgleich sein erstes Mal in den Top 10 und Top 100 überhaupt. \| \| 26. November 2021 – 2. Dezember 2021 1 Woche (insgesamt 2) \| 2 \| Adele \| Easy on Me Adele Atkins, Greg Kurstin \| – \| \| 3. Dezember 2021 – 23. Dezember 2021 3 Wochen (insgesamt 21) \| 21 \| Mariah Carey \| All I Want for Christmas Is You Walter Afanasieff, Mariah Carey \| – \| \| 24. Dezember 2021 – 6. Januar 2022 2 Wochen (insgesamt 4) \| 4 \| Wham! \| Last Christmas George Michael \| Zum ersten Mal seit Veröffentlichung des Liedes im Jahr 1984 und nach bereits 157 zurückgelegten Wochen in den deutschen Charts, wodurch das Lied seit 2017 den erfolgreichsten „Dauerbrenner“ in den deutschen Singlecharts darstellt, gelingt es dem alljährlichen Weihnachtsklassiker zum ersten Mal, All I Want for Christmas Is You vom Thron zu stoßen. Das Pop-Duo Wham! um den verstorbenen Leadsänger George Michael erreicht das erste Mal die Spitze der deutschen Singlecharts. Michael steht weiterhin zum ersten Mal überhaupt, ob als Mitglied bei Wham!, Solokünstler oder Autor, an der Spitze der deutschen Singlecharts. \| |                                           |                                           | | |
| ← 2020 |                                           |                                           | | → 2022 → |
| Zeitraum | Wo. ges.                                  | Interpret                                 | Titel Autor(en) | Zusätzliche Informationen |
| (Zeitraum, Wochen auf Platz eins, Interpret, Titel, Autor[en], zusätzliche Informationen) |                                           |                                           | | |
| 4. Dezember 2020 – 7. Januar 2021 5 Wochen (insgesamt 21) | 21                                        | Mariah Carey                              | All I Want for Christmas Is You Walter Afanasieff, Mariah Carey | Nachdem der Song zum vorigen Jahreswechsel zum ersten Mal auf dem Spitzenplatz stand, kehrte er nun bereits drei Wochen vor Heiligabend dorthin zurück. |
| 8. Januar 2021 – 14. Januar 2021 1 Woche | 1                                         | Apache 207                                | Angst Volkan Yaman, Dominik Cortolezis, Furkan Duran, Joshua Allery, Laurin Auth, Rafael Schmitt | Der Rapper erreicht bereits seinen insgesamt achten Nummer-eins-Erfolg in den deutschen Singlecharts. |
| 15. Januar 2021 – 21. Januar 2021 1 Woche | 1                                         | Katja Krasavice feat. Elif                | Highway Elif Demirezer, Luca Montesinos Gargallo, Oliver Groos, Yannick Johannknecht, Marco Tscheschlok, Katja Krasavice | Für beide Künstlerinnen ist es jeweils die erste Nummer-eins-Platzierung in den deutschen Singlecharts. Einen großen Anteil am Nummer-eins-Erfolg in den umsatzorientierten Singlecharts hatte hierbei der Verkauf tausender limitierter „Fan-Bundles“, die Merchandise beinhalteten. |
| 22. Januar 2021 – 18. Februar 2021 4 Wochen | 4                                         | Kasimir1441 feat. Badmómzjay & Wildbwoys  | Ohne Dich Musik: Markus Paul Gorecki, Daniel Sluga; Text: Clemens Reichelt, Josy Napieray, Marco Tscheschlok, Luca Manuel Montesinos Gargallo                                                                                               | Alle involvierten Künstler erreichen jeweils das erste Mal die Spitzenposition der deutschen Singlecharts. |
| 19. Februar 2021 – 25. Februar 2021 1 Woche (insgesamt 10) | 10                                        | Nathan Evans                              | Wellerman Traditional | In Folge des Shanty-Hypes auf der Internetplattform TikTok im Januar 2021 erfreute sich das rund 150 Jahre alte Lied neuer Beliebtheit. Nach Veröffentlichung eines Remixes mit 220 Kid und Billen Ted erreichte es schließlich Platz eins der deutschen Singlecharts. |
| 26. Februar 2021 – 4. März 2021 1 Woche | 1                                         | Bausa feat. Apache 207                    | Madonna Julian Otto, Volkan Yaman, Berken Dogan, Joshua Allery, Laurin Auth | Während Bausa seine zweite Nummer-eins-Platzierung verbuchen kann, erreicht Apache 207 bereits zum neunten Mal die Spitze der deutschen Singlecharts. Das Produzenten-Duo Miksu und Macloud steht zum siebten Mal auf Platz eins. |
| 5. März 2021 – 29. April 2021 8 Wochen (insgesamt 10) | 10                                        | Nathan Evans                              | Wellerman Traditional | – |
| 30. April 2021 – 6. Mai 2021 1 Woche | 1                                         | Saweetie feat. Doja Cat & Katja Krasavice | Best Friend (Remix) Diamonté Harper, Amala Dlamini, Asia Smith, Kaine, Lukasz Gottwald, Rocco Valdes, Theron Thomas | Während Krasavice bereits ihre zweite Nummer-eins-Single erreicht, stehen Saweetie und Doja Cat zum ersten Mal an der Spitze der deutschen Singlecharts. Einen großen Anteil am Nummer-eins-Erfolg in den umsatzorientierten Singlecharts hatte hierbei der Verkauf von fast 9.000 limitierten „Fan-Bundles“, die Merchandise beinhalteten. Koautor Gottwald (Dr. Luke) erreichte zum 6. Mal die Chartspitze und platzierte sich die 24. Woche an ebendieser. In der Folgewoche fiel der Song auf Platz 92, womit ein neuer Negativrekord für einen Fall von Platz eins innerhalb der Top 100 aufgestellt wurde.                            |
| 7. Mai 2021 – 13. Mai 2021 1 Woche (insgesamt 10) | 10                                        | Nathan Evans                              | Wellerman Traditional | – |
| 14. Mai 2021 – 20. Mai 2021 1 Woche | 1                                         | Bonez MC feat. Frauenarzt                 | Extasy Musik: David Olfermann, David Kraft, Tim Wilke; Text: John Lorenz Moser, Vicente de Teba | Während Bonez MC bereits seinen achten Nummer-eins-Erfolg feiert, ist es für den Rapper Frauenarzt die erste Nummer-eins-Platzierung in den deutschen Singlecharts. Das Produzenten-Duo The Cratez steht zum 15. Mal an der Spitze der Charts. |
| 21. Mai 2021 – 3. Juni 2021 2 Wochen | 2                                         | Shirin David                              | Ich darf das Musik: Samuele Frijo, Marcel Uhde, Melvin Schmitz; Text: Barbara Shirin Davidavičius, Lars Hammerstein | David erreicht als erste deutsche Rapperin zum dritten Mal die Chartspitze der deutschen Singlecharts. Die Koautoren Uhde und Schmitz stehen zum vierten beziehungsweise dritten Mal an der Chartspitze. |
| 4. Juni 2021 – 10. Juni 2021 1 Woche | 1                                         | Loredana & Mozzik                         | Rosenkrieg Gramoz Aliu, Lennard Oestmann, Loredana Zefi, Marco Tscheschlok, Smajl Shaqiri, Vito Kovach | Die Schweizer Rapperin Loredana erreicht ihre erste Nummer-eins-Platzierung seit dem Titel Nicht verdient im April 2020. Insgesamt steht sie zum sechsten Mal an der Spitze der deutschen Singlecharts. Für Mozzik ist es der erste Nummer-eins-Hit. |
| 11. Juni 2021 – 24. Juni 2021 2 Wochen | 2                                         | Olivia Rodrigo                            | Good 4 U Joshua Neil Farro, Daniel Leonard Nigro, Olivia Rodrigo, Hayley Nichole Williams | Nachdem ihre Debütsingle Drivers License nur knapp die Spitzenposition verfehlte, erreicht die dritte Single der US-Amerikanerin schließlich Platz eins der deutschen Singlecharts. Zuvor konnte sich das Lied bereits in den USA, Großbritannien, Österreich und der Schweiz auf Nummer eins positionieren. |
| 25. Juni 2021 – 1. Juli 2021 1 Woche | 1                                         | Måneskin                                  | Beggin’ Bob Gaudio, Peggy Farina | Knapp fünf Wochen nach ihrem Sieg beim Eurovision Song Contest 2021 erreicht die italienische Band mit der Cover-Version der Four Seasons aus dem Jahr 2017 zum ersten Mal die Spitze der deutschen Singlecharts. Es ist erst das zweite Mal, dass ein Lied, das nicht als offizielle Singleauskopplung veröffentlicht wurde, die deutsche Chartspitze erreicht. |
| 2. Juli 2021 – 8. Juli 2021 1 Woche | 1                                         | Pashanim                                  | Sommergewitter Can David Bayram, Andreas Janetschko | Nachdem er bereits im Jahr 2020 einen Sommerhit mit dem Lied Airwaves landete, erreicht der Rapper nun das erste Mal auch die Spitze der deutschen Singlecharts. Koautor Janetschko erreichte nach Boot (Apache 207) zum zweiten Mal die Chartspitze in dieser Funktion. |
| 9. Juli 2021 – 15. Juli 2021 1 Woche | 1                                         | Shirin David                              | Lieben wir Musik: Samuele Frijo, Marcel Uhde, Melvin Schmitz; Text: Barbara Shirin Davidavičius, Lars Hammerstein | Nur wenige Wochen nach ihrem letzten Nummer-eins-Hit steht die Rapperin zum vierten Mal an der Spitze der deutschen Singlecharts. Für die Autoren Uhde und Schmitz ist es jeweils die fünfte und vierte Nummer-eins-Platzierung. |
| 16. Juli 2021 – 29. Juli 2021 2 Wochen (insgesamt 4) | 4                                         | Ed Sheeran                                | Bad Habits Frederick John Philip Gibson, Johnny McDaid, Edward Christopher Sheeran | Mit der Leadsingle seines fünften Studioalbums erreicht der britische Sänger bereits zum dritten Mal die Spitze der deutschen Singlecharts als Autor und Interpret. Die Autoren Gibson und McDaid erreichten jeweils zum zweiten Mal nach Solo bzw. Shape of You die Chartspitze. |
| 30. Juli 2021 – 5. August 2021 1 Woche | 1                                         | RAF Camora feat. Bonez MC                 | Blaues Licht John Lorenz Moser, Raphael Ragucci, Gianfranco Randone, Massimo Gabutti, Maurizio Lobina, David Kraft, Tim Wilke, Mohamad „Hamudi“ Hoteit                                                                                      | Die gemeinsame Single der beiden Rapper aus Zukunft II, der Wiederveröffentlichung des Comeback-Albums Zukunft von RAF Camora, beschert Bonez MC die neunte und RAF Camora die dritte Nummer-eins-Single in den deutschen Singlecharts. Das Produzenten-Duo The Cratez erreicht zum 16. Mal die Spitze der Charts. Die zugrundeliegende Komposition Blue (Da Ba Dee) von Eiffel 65 steht damit nach dem Original, das 1999 bereits für neun Wochen an der Chartspitze stand, in einer zweiten Version auf dem ersten Platz der deutschen Charts.                                                                                            |
| 6. August 2021 – 19. August 2021 2 Wochen (insgesamt 4) | 4                                         | Ed Sheeran                                | Bad Habits Frederick John Philip Gibson, Johnny McDaid, Edward Christopher Sheeran | – |
| 20. August 2021 – 26. August 2021 1 Woche | 1                                         | Montez                                    | Auf & ab Oliver Avalon, Tom Hengelbrock, Yannick Johannknecht, Luca Montesinos, Marco Tscheschlok | Mit seiner erst dritten Chartplatzierung in den deutschen Charts erreicht der Bielefelder Rapper bereits seinen ersten Nummer-eins-Hit in den Singlecharts. |
| 27. August 2021 – 2. September 2021 1 Woche | 1                                         | Metallica                                 | Enter Sandman Kirk Hammett, James Hetfield, Lars Ulrich | Mit einer deutschlandexklusiven Neu-Auflage physischer CD-Singles des Liedes erreicht es zum ersten Mal Platz eins in Deutschland. 1991 erreichte es nur Platz neun der Charts. Für Metallica ist es der erste Nummer-eins-Hit in den deutschen Singlecharts. Die Band lässt sämtliche Einnahmen den Opfern der Hochwasserkatastrophe 2021 zukommen. |
| 3. September 2021 – 9. September 2021 1 Woche (insgesamt 2) | 2                                         | The Kid Laroi & Justin Bieber             | Stay Justin Drew Bieber, Isaac De Boni, Omer Fedi, Magnus August Høiberg, Charlton Kenneth Jeffrey Howard, Michael Mulé, Charlie Puth, Subhaan Rahmaan, Blake Slatkin                                                                       | Während der Australier Laroi seine erste Nummer-eins-Platzierung erzielt, ist es für Bieber, Fedi, Høiberg und Slatkin bereits der zweite Nummer-eins-Erfolg in den deutschen Singlecharts. |
| 10. September 2021 – 16. September 2021 1 Woche | 1                                         | Shindy                                    | Mandarinen Michael Schindler, Ozan Yıldırım | Der Rapper erreicht nach der Single Dodi (2019) seine zweite Nummer-eins-Platzierung in den deutschen Singlecharts. |
| 17. September 2021 – 23. September 2021 1 Woche | 1                                         | RAF Camora feat. Luciano                  | 2CB Patrick Großmann, Mohamad Hoteit, David Kraft, Raphael Ragucci, Ville Valo, Tim Wilke | Während RAF Camora sich bereits zum vierten Mal auf Rang eins platziert, steht Luciano zum dritten Mal an der Spitze der deutschen Singlecharts. Das Produzenten-Duo The Cratez erreicht zum 17. Mal die Spitze der Charts. Die zugrundeliegende Komposition Join Me (in Death) von HIM steht damit nach dem Original, das 2000 bereits für vier Wochen an der Chartspitze stand, in einer zweiten Version auf dem ersten Platz der deutschen Charts. |
| 24. September 2021 – 30. September 2021 1 Woche | 1                                         | Katja Krasavice                           | Pussy Power Katja Krasavice, Yannick Johannknecht, Marco Tscheschlok | Nur wenige Monate nach ihren ersten Nummer-eins-Erfolgen steht die Rapperin bereits zum dritten Mal an der Spitze der deutschen Singlecharts. Koautor Johannknecht erreichte binnen fünf Wochen zum zweiten Mal die Chartspitze nach Auf & ab (Montez). Einen großen Anteil am Nummer-eins-Erfolg in den umsatzorientierten Singlecharts hatte hierbei der Verkauf tausender limitierter „Fan-Bundles“, die Merchandise beinhalteten. In der Folgewoche fiel der Song aus den Top 100, was zuvor nur den Ärzten mit True Romance und Mariah Carey mit All I Want for Christmas Is You gelang.                                               |
| 1. Oktober 2021 – 7. Oktober 2021 1 Woche (insgesamt 2) | 2                                         | The Kid Laroi & Justin Bieber             | Stay Justin Drew Bieber, Isaac De Boni, Omer Fedi, Magnus August Høiberg, Charlton Kenneth Jeffrey Howard, Michael Mulé, Charlie Puth, Subhaan Rahmaan, Blake Slatkin                                                                       | – |
| 8. Oktober 2021 – 14. Oktober 2021 1 Woche | 1                                         | Apache 207                                | Kapitel II Vodka Volkan Yaman, Joshua Allery, Laurin Auth | Der Rapper erreicht bereits seine zehnte Nummer-eins-Platzierung in den deutschen Singlecharts. Für das Produzenten-Duo Miksu und Macloud ist es der achte Nummer-eins-Erfolg. |
| 15. Oktober 2021 – 21. Oktober 2021 1 Woche (insgesamt 2) | 2                                         | Ed Sheeran                                | Shivers Edward Sheeran, Steve McCutcheon, Kal Lavelle, John McDaid | Nur wenige Monate nach seinem vorherigen Charterfolg erklimmt der britische Musiker erneut die Spitze der Charts. Er erreicht somit seine vierte Nummer-eins-Platzierung in den deutschen Singlecharts. Für die Autoren Mac und McDaid ist es jeweils die dritte Nummer-eins-Platzierung. |
| 22. Oktober 2021 – 28. Oktober 2021 1 Woche (insgesamt 2) | 2                                         | Adele                                     | Easy on Me Adele Atkins, Greg Kurstin | Mit der Veröffentlichung ihrer Comeback-Single stürmt die britische Sängerin nach einer sechsjährigen Pause auf Anhieb die Spitze der Charts. Für sie ist es die vierte Nummer-eins-Platzierung in den deutschen Singlecharts. Koautor Kurstin erzielt seinen dritten Nummer-eins-Hit. |
| 29. Oktober 2021 – 4. November 2021 1 Woche (insgesamt 2) | 2                                         | Ed Sheeran                                | Shivers Edward Sheeran, Steve McCutcheon, Kal Lavelle, John McDaid | – |
| 5. November 2021 – 11. November 2021 1 Woche | 1                                         | Shirin David feat. Kitty Kat              | Be a Hoe/Break a Hoe Shirin David, Gennaro Frenken, Lars Daniel Hammerstein, Katharina Löwel, Dennis Opoku | Nachdem die beiden Vorgängersingles von Shirin David bereits Platz eins erreichten, platziert sich nun ihre dritte Single in Folge auf Nummer eins der deutschen Singlecharts. Insgesamt ist es für David die fünfte Nummer-eins-Platzierung. Rapperin Kitty Kat steht nicht nur zum ersten Mal an der Spitze der Charts, sondern erzielt gleichzeitig ihre erste Top-10-Platzierung als Interpretin. |
| 12. November 2021 – 18. November 2021 1 Woche | 1                                         | Katja Krasavice feat. Leony               | Raindrops Hanni Mari Autere, Mark Becker, Simone Bocchino, Leonie Burger, Valentina Dante, Sari Hilja Kauranen, Katja Krasavice, Maria Anita Lehtola, Luca Montesinos, Luca Ontino, Barbara Tanzini, Timo Olvai Väänänen, Vitali Zestovskih | Für Krasavice ist es bereits das vierte Mal auf Platz eins der deutschen Singlecharts. Somit konnte sich auch die zweite Singleauskopplung des Studioalbums Pussy Power auf Platz eins positionieren. Rapper Montez und Produzent Vitali Zestovskih erzielen jeweils ihr zweites Nummer-eins-Lied als Koautor bzw. Produzent. Leony erreicht zum ersten Mal die Spitze der Charts als Interpretin sowie zum zweiten Mal als Autorin. Auch für die als Koautoren kreditierten Künstler der finnischen Gruppe Loituma ist es dank des Samples die erste Nummer-eins-Platzierung.                                                              |
| 19. November 2021 – 25. November 2021 1 Woche (insgesamt 2) | 2                                         | Kummer feat. Fred Rabe                    | Der letzte Song (Alles wird gut) Flo August, Steffen Israel, Patrick Denis Kowalewski, Felix Kummer, Karl Schumann | Mit der Veröffentlichung seiner letzten Single verabschiedet sich der Sänger und Rapper von seiner Solo-Musikkarriere, erreicht damit jedoch zum ersten Mal die Spitze der deutschen Singlecharts. Für den Frontsänger der Gruppe Giant Rooks Fred Rabe ist es neben seiner ersten Nummer-eins-Platzierung zeitgleich sein erstes Mal in den Top 10 und Top 100 überhaupt. |
| 26. November 2021 – 2. Dezember 2021 1 Woche (insgesamt 2) | 2                                         | Adele                                     | Easy on Me Adele Atkins, Greg Kurstin | – |
| 3. Dezember 2021 – 23. Dezember 2021 3 Wochen (insgesamt 21) | 21                                        | Mariah Carey                              | All I Want for Christmas Is You Walter Afanasieff, Mariah Carey | – |
| 24. Dezember 2021 – 6. Januar 2022 2 Wochen (insgesamt 4) | 4                                         | Wham!                                     | Last Christmas George Michael | Zum ersten Mal seit Veröffentlichung des Liedes im Jahr 1984 und nach bereits 157 zurückgelegten Wochen in den deutschen Charts, wodurch das Lied seit 2017 den erfolgreichsten „Dauerbrenner“ in den deutschen Singlecharts darstellt, gelingt es dem alljährlichen Weihnachtsklassiker zum ersten Mal, All I Want for Christmas Is You vom Thron zu stoßen. Das Pop-Duo Wham! um den verstorbenen Leadsänger George Michael erreicht das erste Mal die Spitze der deutschen Singlecharts. Michael steht weiterhin zum ersten Mal überhaupt, ob als Mitglied bei Wham!, Solokünstler oder Autor, an der Spitze der deutschen Singlecharts. |

## Alben
| ← 2020 ← | Liste der Nummer-eins-Alben in Deutschland | Liste der Nummer-eins-Alben in Deutschland | Liste der Nummer-eins-Alben in Deutschland                 | 2022 → |
| \| Zeitraum \| Wo. ges. \| Interpret \| Titel \| Zusätzliche Informationen \| \| (Zeitraum, Wochen auf Platz eins, Interpret, Titel, zusätzliche Informationen) \| \| \| \| \| \| ------------------------------------------------------------------------------ \| -------- \| -------------------- \| ---------------------------------------------------------- \| -------------------------------------------------------------------------------------------------------------------------------------------------------------------------------------------------------------------------------------------------------------------------------------------------------------------------------------------------------------------------------------------------------------------------------------------------------------------------------------------------------- \| \| 1. Januar 2021 – 7. Januar 2021 1 Woche (insgesamt 2) \| 2 \| Helene Fischer \| Die Helene Fischer Show – Meine schönsten Momente (Vol. 1) \| – \| \| 8. Januar 2021 – 14. Januar 2021 1 Woche (insgesamt 5) \| 5 \| AC/DC \| Power Up \| – \| \| 15. Januar 2021 – 21. Januar 2021 1 Woche \| 1 \| Daniela Alfinito \| Splitter aus Glück \| – \| \| 22. Januar 2021 – 28. Januar 2021 1 Woche \| 1 \| LX \| Inhale/Exhale \| Mit seinem ersten Soloalbum erreicht der Rapper nach dem Kollaboalbum Obststand 2 das zweite Mal die Spitze der deutschen Albumcharts. \| \| 29. Januar 2021 – 4. Februar 2021 1 Woche \| 1 \| Asche & Kollegah \| Natural Born Killas \| Für Asche ist es das erste Nummer-eins-Album, für Kollegah bereits das neunte. \| \| 5. Februar 2021 – 11. Februar 2021 1 Woche \| 1 \| Katja Krasavice \| Eure Mami \| – \| \| 12. Februar 2021 – 18. Februar 2021 1 Woche \| 1 \| Foo Fighters \| Medicine at Midnight \| – \| \| 19. Februar 2021 – 25. Februar 2021 1 Woche \| 1 \| Schiller \| Summer in Berlin \| – \| \| 26. Februar 2021 – 4. März 2021 1 Woche \| 1 \| Kool Savas \| Aghori \| Der Rapper erreicht zum insgesamt sechsten Mal die Spitze der deutschen Albumcharts. \| \| 5. März 2021 – 11. März 2021 1 Woche \| 1 \| Alice Cooper \| Detroit Stories \| Alice Cooper erreicht mit dem 28. Studioalbum zum ersten Mal Platz eins der deutschen Album-Hitparade. \| \| 12. März 2021 – 18. März 2021 1 Woche \| 1 \| King Orgasmus One \| Manifest \| Mit dem Album erreicht der Rapper erstmals die Spitze der deutschen Charts. \| \| 19. März 2021 – 25. März 2021 1 Woche \| 1 \| Eisbrecher \| Liebe macht Monster \| – \| \| 26. März 2021 – 1. April 2021 1 Woche \| 1 \| Maite Kelly \| Hello! \| – \| \| 2. April 2021 – 8. April 2021 1 Woche \| 1 \| Fler \| Widder \| Mit seinem 17. Soloalbum erreicht der Rapper zum insgesamt sechsten Mal Platz eins der deutschen Charts. \| \| 9. April 2021 – 15. April 2021 1 Woche \| 1 \| Sierra Kidd \| Naosu \| Für den deutschen Rapper ist das Album der erste Nummer-eins-Erfolg in seiner Karriere. \| \| 16. April 2021 – 22. April 2021 1 Woche \| 1 \| Giovanni Zarrella \| Ciao! \| – \| \| 23. April 2021 – 29. April 2021 1 Woche \| 1 \| Ben Zucker \| Jetzt erst recht! \| Der deutsche Schlagersänger erreicht das zweite Mal in seiner Karriere die Spitzenposition der deutschen Albumcharts, die Albumveröffentlichung fällt in die Zeit seiner eigenen SARS-CoV-2-Infektion.[5] \| \| 30. April 2021 – 6. Mai 2021 1 Woche (insgesamt 2) \| 2 \| Broilers \| Puro amor \| Die Düsseldorfer Punk-Band erreichte zum dritten Mal in Folge die Spitzenposition. \| \| 7. Mai 2021 – 13. Mai 2021 1 Woche \| 1 \| Ufo361 \| Stay High \| – \| \| 14. Mai 2021 – 20. Mai 2021 1 Woche \| 1 \| Wincent Weiss \| Vielleicht irgendwann \| Mit seinem dritten Studioalbum erreicht der deutsche Sänger zum ersten Mal die Spitze der Albumcharts. \| \| 21. Mai 2021 – 27. Mai 2021 1 Woche \| 1 \| 187 Strassenbande \| Sampler 5 \| Die Hamburger Hip-Hop-Gruppe belegt mit ihrem fünften Sampler das zweite Mal die Nummer-eins-Position der Albumcharts in Deutschland. \| \| 28. Mai 2021 – 3. Juni 2021 1 Woche \| 1 \| Kontra K \| Aus dem Licht in den Schatten zurück \| Mit seinem zehnten Soloalbum erreicht der Rapper bereits zum sechsten Mal Platz eins der deutschen Charts. \| \| 4. Juni 2021 – 10. Juni 2021 1 Woche \| 1 \| K.I.Z \| Rap über Hass \| Nach ihrem Nummer-eins-Erfolg mit Hurra die Welt geht unter (2015) erreicht die Rapgruppe zum zweiten Mal die Spitze der deutschen Albumcharts. \| \| 11. Juni 2021 – 17. Juni 2021 1 Woche \| 1 \| No Angels \| 20 \| 18 Jahre nach ihrem letzten, sowie 20 Jahre nach ihrem ersten Nummer-eins-Erfolg erreicht die Gruppe mit der Kompilation zum 20-jährigen Bestehen insgesamt zum vierten Mal die Spitze der deutschen Albumcharts. \| \| 18. Juni 2021 – 24. Juni 2021 1 Woche \| 1 \| Azet \| Neue Welt \| – \| \| 25. Juni 2021 – 1. Juli 2021 1 Woche \| 1 \| Helloween \| Helloween \| Mit ihrem 16. Studioalbum schaffte es die Hamburger Metal-Band erstmals auf Platz eins. \| \| 2. Juli 2021 – 8. Juli 2021 1 Woche \| 1 \| Kastelruther Spatzen \| HeimatLiebe \| – \| \| 9. Juli 2021 – 15. Juli 2021 1 Woche \| 1 \| Danger Dan \| Das ist alles von der Kunstfreiheit gedeckt \| Nachdem sich Danger Dan zur Zeit der Erstveröffentlichung von Das ist alles von der Kunstfreiheit gedeckt Anfang Mai noch Ufo361 mit Stay High geschlagen geben musste und Platz zwei belegte, erreicht der Rapper durch die Vinyl-Nachauflagen seines Klavieralbums zwei Monate später die Spitze der deutschen Album-Top-100. In der Vorwoche war das Album noch auf Rang 50 platziert.[6] \| \| 16. Juli 2021 – 22. Juli 2021 1 Woche \| 1 \| Die Amigos \| Freiheit \| – \| \| 23. Juli 2021 – 29. Juli 2021 1 Woche (insgesamt 2) \| 2 \| RAF Camora \| Zukunft \| Mit seinem unangekündigten Comeback- und siebten Soloalbum erreicht der österreichische Rapper zum insgesamt sechsten Mal die Spitze der deutschen Albumcharts. \| \| 30. Juli 2021 – 5. August 2021 1 Woche \| 1 \| Farid Bang \| Asozialer Marokkaner \| Mit seinem neunten Soloalbum erreicht der Rapper zum insgesamt sechsten Mal die Spitze der deutschen Albumcharts. \| \| 6. August 2021 – 12. August 2021 1 Woche \| 1 \| Billie Eilish \| Happier Than Ever \| Zwar verfehlte die US-amerikanische Sängerin mit ihrem Debütalbum die Spitze der Charts, doch schafft sie es nun mit dessen Nachfolger und platziert sich zum ersten Mal an der Spitze der deutschen Albumcharts. \| \| 13. August 2021 – 19. August 2021 1 Woche \| 1 \| Cro \| Trip \| Knapp vier Monate nach erstmaliger Veröffentlichung des Albums erzielt der Rapper und Sänger seine fünfte Nummer-eins-Platzierung in den deutschen Albumcharts. Somit konnte er bislang mit jedem seiner Alben die deutsche Chartspitze erreichen. \| \| 20. August 2021 – 26. August 2021 1 Woche \| 1 \| Genetikk \| MDNA \| Das Hip-Hop-Duo erreicht seine vierte Nummer-eins-Platzierung in den deutschen Albumcharts. \| \| 27. August 2021 – 2. September 2021 1 Woche \| 1 \| Leoniden \| Complex Happenings Reduced to a Simple Design \| Die erst zweite Platzierung in den Charts überhaupt beschert der Kieler Band bereits die erste Nummer-eins-Platzierung in den deutschen Albumcharts. \| \| 3. September 2021 – 9. September 2021 1 Woche \| 1 \| Beatrice Egli \| Alles was du brauchst \| Erst mit ihrem zehnten Studioalbum gelingt es der Schweizer Sängerin, die Spitze der deutschen Albumcharts zu erreichen. Zuvor landete sie bereits fünfmal auf Platz zwei bzw. Platz drei. \| \| 10. September 2021 – 16. September 2021 1 Woche \| 1 \| Iron Maiden \| Senjutsu \| Das 17. Studioalbum beschert der britischen Rock-Gruppe das vierte Nummer-eins-Album in den deutschen Albumcharts. \| \| 17. September 2021 – 23. September 2021 1 Woche (insgesamt 3) \| 3 \| Metallica \| Metallica \| Genau 30 Jahre nach erstmaliger Veröffentlichung kehrt das gleichnamige Album der Band durch die Veröffentlichung einer remasterten Version im Boxset auf Platz eins der deutschen Albumcharts zurück. \| \| 24. September 2021 – 30. September 2021 1 Woche \| 1 \| Peter Maffay \| So weit \| Der Sänger platziert sich bereits zum 20. Mal an der Spitze der deutschen Albumcharts, so oft wie kein anderer Künstler zuvor. \| \| 1. Oktober 2021 – 7. Oktober 2021 1 Woche \| 1 \| Die Ärzte \| Dunkel \| Weniger als ein Jahr nach ihrer letzten Nummer-eins-Platzierung erreicht die Band zum elften Mal die Spitze der deutschen Albumcharts. \| \| 8. Oktober 2021 – 14. Oktober 2021 1 Woche (insgesamt 2) \| 2 \| RAF Camora \| Zukunft \| Durch die Veröffentlichung einer erweiterten Version von Zukunft unter dem Titel Zukunft II erreicht das Album erneut die Chartspitze. \| \| 15. Oktober 2021 – 21. Oktober 2021 1 Woche \| 1 \| Santiano \| Wenn die Kälte kommt \| Mit der Veröffentlichung erreicht die Band ihren bereits sechsten Nummer-eins-Erfolg in den deutschen Albumcharts. \| \| 22. Oktober 2021 – 4. November 2021 2 Wochen \| 2 \| Helene Fischer \| Rausch \| Zum siebten Mal in Folge gelingt der Sängerin ohne Unterbrechung auch mit ihrem achten Studioalbum der Sprung an die Spitze der deutschen Albumcharts. \| \| 5. November 2021 – 11. November 2021 1 Woche \| 1 \| Ed Sheeran \| = \| Der britische Musiker steht zum dritten Mal an der Spitze der deutschen Albumcharts. \| \| 12. November 2021 – 25. November 2021 2 Wochen (insgesamt 3) \| 3 \| ABBA \| Voyage \| Vierzig Jahre nach Veröffentlichung ihres bis dato letzten Studioalbums erreicht die schwedische Gruppe nach lang erwarteter Rückkehr zum achten Mal die Spitze der deutschen Albumcharts. Mit über 200.000 verkauften Einheiten in der ersten Woche legt das Album zudem den erfolgreichsten Album-Start seit Anfang 2019 sowie den erfolgreichsten Start eines internationalen Acts seit 2015 hin. Darüber hinaus verkaufte sich Voyage in der Debütwoche besser als der Rest der Top 100 zusammen.[7] \| \| 26. November 2021 – 2. Dezember 2021 1 Woche \| 1 \| Adele \| 30 \| Nach sechsjähriger Pause kehrt die britische Sängerin zurück und steht zum dritten Mal an der Spitze der Albumcharts. \| \| 3. Dezember 2021 – 9. Dezember 2021 1 Woche (insgesamt 3) \| 3 \| ABBA \| Voyage \| – \| \| 10. Dezember 2021 – 16. Dezember 2021 1 Woche \| 1 \| Volbeat \| Servant of the Mind \| Die dänische Rockband erzielt ihre vierte Nummer-eins-Platzierung in den deutschen Albumcharts. \| \| 17. Dezember 2021 – 23. Dezember 2021 1 Woche \| 1 \| Frei.Wild \| 20 Jahre – Wir schaffen Deutsch.Land \| Anlässlich des 20-jährigen Bestehens erreicht die Deutschrock-Band bereits ihre siebte Nummer-eins-Platzierung in den deutschen Albumcharts. \| \| 24. Dezember 2021 – 30. Dezember 2021 1 Woche \| 1 \| Fynn Kliemann \| Nur \| Der Musiker steht zum zweiten Mal auf Platz eins der deutschen Albumcharts. Mit Nur belegt erstmals ein Remixalbum die Spitze der Charts. \| \| 31. Dezember 2021 – 6. Januar 2022 1 Woche \| 1 \| Philipp Burger \| Kontrollierte Anarchie \| Der Frontmann der Band Frei.Wild steht zum ersten Mal als Solokünstler an der Spitze der deutschen Albumcharts. \| |                                            |                                            |                                                            | |
| ← 2020 |                                            |                                            |                                                            | → 2022 → |
| Zeitraum | Wo. ges.                                   | Interpret                                  | Titel                                                      | Zusätzliche Informationen |
| (Zeitraum, Wochen auf Platz eins, Interpret, Titel, zusätzliche Informationen) |                                            |                                            |                                                            | |
| 1. Januar 2021 – 7. Januar 2021 1 Woche (insgesamt 2) | 2                                          | Helene Fischer                             | Die Helene Fischer Show – Meine schönsten Momente (Vol. 1) | – |
| 8. Januar 2021 – 14. Januar 2021 1 Woche (insgesamt 5) | 5                                          | AC/DC                                      | Power Up                                                   | – |
| 15. Januar 2021 – 21. Januar 2021 1 Woche | 1                                          | Daniela Alfinito                           | Splitter aus Glück                                         | – |
| 22. Januar 2021 – 28. Januar 2021 1 Woche | 1                                          | LX                                         | Inhale/Exhale                                              | Mit seinem ersten Soloalbum erreicht der Rapper nach dem Kollaboalbum Obststand 2 das zweite Mal die Spitze der deutschen Albumcharts. |
| 29. Januar 2021 – 4. Februar 2021 1 Woche | 1                                          | Asche & Kollegah                           | Natural Born Killas                                        | Für Asche ist es das erste Nummer-eins-Album, für Kollegah bereits das neunte. |
| 5. Februar 2021 – 11. Februar 2021 1 Woche | 1                                          | Katja Krasavice                            | Eure Mami                                                  | – |
| 12. Februar 2021 – 18. Februar 2021 1 Woche | 1                                          | Foo Fighters                               | Medicine at Midnight                                       | – |
| 19. Februar 2021 – 25. Februar 2021 1 Woche | 1                                          | Schiller                                   | Summer in Berlin                                           | – |
| 26. Februar 2021 – 4. März 2021 1 Woche | 1                                          | Kool Savas                                 | Aghori                                                     | Der Rapper erreicht zum insgesamt sechsten Mal die Spitze der deutschen Albumcharts. |
| 5. März 2021 – 11. März 2021 1 Woche | 1                                          | Alice Cooper                               | Detroit Stories                                            | Alice Cooper erreicht mit dem 28. Studioalbum zum ersten Mal Platz eins der deutschen Album-Hitparade. |
| 12. März 2021 – 18. März 2021 1 Woche | 1                                          | King Orgasmus One                          | Manifest                                                   | Mit dem Album erreicht der Rapper erstmals die Spitze der deutschen Charts. |
| 19. März 2021 – 25. März 2021 1 Woche | 1                                          | Eisbrecher                                 | Liebe macht Monster                                        | – |
| 26. März 2021 – 1. April 2021 1 Woche | 1                                          | Maite Kelly                                | Hello!                                                     | – |
| 2. April 2021 – 8. April 2021 1 Woche | 1                                          | Fler                                       | Widder                                                     | Mit seinem 17. Soloalbum erreicht der Rapper zum insgesamt sechsten Mal Platz eins der deutschen Charts. |
| 9. April 2021 – 15. April 2021 1 Woche | 1                                          | Sierra Kidd                                | Naosu                                                      | Für den deutschen Rapper ist das Album der erste Nummer-eins-Erfolg in seiner Karriere. |
| 16. April 2021 – 22. April 2021 1 Woche | 1                                          | Giovanni Zarrella                          | Ciao!                                                      | – |
| 23. April 2021 – 29. April 2021 1 Woche | 1                                          | Ben Zucker                                 | Jetzt erst recht!                                          | Der deutsche Schlagersänger erreicht das zweite Mal in seiner Karriere die Spitzenposition der deutschen Albumcharts, die Albumveröffentlichung fällt in die Zeit seiner eigenen SARS-CoV-2-Infektion. |
| 30. April 2021 – 6. Mai 2021 1 Woche (insgesamt 2) | 2                                          | Broilers                                   | Puro amor                                                  | Die Düsseldorfer Punk-Band erreichte zum dritten Mal in Folge die Spitzenposition. |
| 7. Mai 2021 – 13. Mai 2021 1 Woche | 1                                          | Ufo361                                     | Stay High                                                  | – |
| 14. Mai 2021 – 20. Mai 2021 1 Woche | 1                                          | Wincent Weiss                              | Vielleicht irgendwann                                      | Mit seinem dritten Studioalbum erreicht der deutsche Sänger zum ersten Mal die Spitze der Albumcharts. |
| 21. Mai 2021 – 27. Mai 2021 1 Woche | 1                                          | 187 Strassenbande                          | Sampler 5                                                  | Die Hamburger Hip-Hop-Gruppe belegt mit ihrem fünften Sampler das zweite Mal die Nummer-eins-Position der Albumcharts in Deutschland. |
| 28. Mai 2021 – 3. Juni 2021 1 Woche | 1                                          | Kontra K                                   | Aus dem Licht in den Schatten zurück                       | Mit seinem zehnten Soloalbum erreicht der Rapper bereits zum sechsten Mal Platz eins der deutschen Charts. |
| 4. Juni 2021 – 10. Juni 2021 1 Woche | 1                                          | K.I.Z                                      | Rap über Hass                                              | Nach ihrem Nummer-eins-Erfolg mit Hurra die Welt geht unter (2015) erreicht die Rapgruppe zum zweiten Mal die Spitze der deutschen Albumcharts. |
| 11. Juni 2021 – 17. Juni 2021 1 Woche | 1                                          | No Angels                                  | 20                                                         | 18 Jahre nach ihrem letzten, sowie 20 Jahre nach ihrem ersten Nummer-eins-Erfolg erreicht die Gruppe mit der Kompilation zum 20-jährigen Bestehen insgesamt zum vierten Mal die Spitze der deutschen Albumcharts. |
| 18. Juni 2021 – 24. Juni 2021 1 Woche | 1                                          | Azet                                       | Neue Welt                                                  | – |
| 25. Juni 2021 – 1. Juli 2021 1 Woche | 1                                          | Helloween                                  | Helloween                                                  | Mit ihrem 16. Studioalbum schaffte es die Hamburger Metal-Band erstmals auf Platz eins. |
| 2. Juli 2021 – 8. Juli 2021 1 Woche | 1                                          | Kastelruther Spatzen                       | HeimatLiebe                                                | – |
| 9. Juli 2021 – 15. Juli 2021 1 Woche | 1                                          | Danger Dan                                 | Das ist alles von der Kunstfreiheit gedeckt                | Nachdem sich Danger Dan zur Zeit der Erstveröffentlichung von Das ist alles von der Kunstfreiheit gedeckt Anfang Mai noch Ufo361 mit Stay High geschlagen geben musste und Platz zwei belegte, erreicht der Rapper durch die Vinyl-Nachauflagen seines Klavieralbums zwei Monate später die Spitze der deutschen Album-Top-100. In der Vorwoche war das Album noch auf Rang 50 platziert. |
| 16. Juli 2021 – 22. Juli 2021 1 Woche | 1                                          | Die Amigos                                 | Freiheit                                                   | – |
| 23. Juli 2021 – 29. Juli 2021 1 Woche (insgesamt 2) | 2                                          | RAF Camora                                 | Zukunft                                                    | Mit seinem unangekündigten Comeback- und siebten Soloalbum erreicht der österreichische Rapper zum insgesamt sechsten Mal die Spitze der deutschen Albumcharts. |
| 30. Juli 2021 – 5. August 2021 1 Woche | 1                                          | Farid Bang                                 | Asozialer Marokkaner                                       | Mit seinem neunten Soloalbum erreicht der Rapper zum insgesamt sechsten Mal die Spitze der deutschen Albumcharts. |
| 6. August 2021 – 12. August 2021 1 Woche | 1                                          | Billie Eilish                              | Happier Than Ever                                          | Zwar verfehlte die US-amerikanische Sängerin mit ihrem Debütalbum die Spitze der Charts, doch schafft sie es nun mit dessen Nachfolger und platziert sich zum ersten Mal an der Spitze der deutschen Albumcharts. |
| 13. August 2021 – 19. August 2021 1 Woche | 1                                          | Cro                                        | Trip                                                       | Knapp vier Monate nach erstmaliger Veröffentlichung des Albums erzielt der Rapper und Sänger seine fünfte Nummer-eins-Platzierung in den deutschen Albumcharts. Somit konnte er bislang mit jedem seiner Alben die deutsche Chartspitze erreichen. |
| 20. August 2021 – 26. August 2021 1 Woche | 1                                          | Genetikk                                   | MDNA                                                       | Das Hip-Hop-Duo erreicht seine vierte Nummer-eins-Platzierung in den deutschen Albumcharts. |
| 27. August 2021 – 2. September 2021 1 Woche | 1                                          | Leoniden                                   | Complex Happenings Reduced to a Simple Design              | Die erst zweite Platzierung in den Charts überhaupt beschert der Kieler Band bereits die erste Nummer-eins-Platzierung in den deutschen Albumcharts. |
| 3. September 2021 – 9. September 2021 1 Woche | 1                                          | Beatrice Egli                              | Alles was du brauchst                                      | Erst mit ihrem zehnten Studioalbum gelingt es der Schweizer Sängerin, die Spitze der deutschen Albumcharts zu erreichen. Zuvor landete sie bereits fünfmal auf Platz zwei bzw. Platz drei. |
| 10. September 2021 – 16. September 2021 1 Woche | 1                                          | Iron Maiden                                | Senjutsu                                                   | Das 17. Studioalbum beschert der britischen Rock-Gruppe das vierte Nummer-eins-Album in den deutschen Albumcharts. |
| 17. September 2021 – 23. September 2021 1 Woche (insgesamt 3) | 3                                          | Metallica                                  | Metallica                                                  | Genau 30 Jahre nach erstmaliger Veröffentlichung kehrt das gleichnamige Album der Band durch die Veröffentlichung einer remasterten Version im Boxset auf Platz eins der deutschen Albumcharts zurück. |
| 24. September 2021 – 30. September 2021 1 Woche | 1                                          | Peter Maffay                               | So weit                                                    | Der Sänger platziert sich bereits zum 20. Mal an der Spitze der deutschen Albumcharts, so oft wie kein anderer Künstler zuvor. |
| 1. Oktober 2021 – 7. Oktober 2021 1 Woche | 1                                          | Die Ärzte                                  | Dunkel                                                     | Weniger als ein Jahr nach ihrer letzten Nummer-eins-Platzierung erreicht die Band zum elften Mal die Spitze der deutschen Albumcharts. |
| 8. Oktober 2021 – 14. Oktober 2021 1 Woche (insgesamt 2) | 2                                          | RAF Camora                                 | Zukunft                                                    | Durch die Veröffentlichung einer erweiterten Version von Zukunft unter dem Titel Zukunft II erreicht das Album erneut die Chartspitze. |
| 15. Oktober 2021 – 21. Oktober 2021 1 Woche | 1                                          | Santiano                                   | Wenn die Kälte kommt                                       | Mit der Veröffentlichung erreicht die Band ihren bereits sechsten Nummer-eins-Erfolg in den deutschen Albumcharts. |
| 22. Oktober 2021 – 4. November 2021 2 Wochen | 2                                          | Helene Fischer                             | Rausch                                                     | Zum siebten Mal in Folge gelingt der Sängerin ohne Unterbrechung auch mit ihrem achten Studioalbum der Sprung an die Spitze der deutschen Albumcharts. |
| 5. November 2021 – 11. November 2021 1 Woche | 1                                          | Ed Sheeran                                 | =                                                          | Der britische Musiker steht zum dritten Mal an der Spitze der deutschen Albumcharts. |
| 12. November 2021 – 25. November 2021 2 Wochen (insgesamt 3) | 3                                          | ABBA                                       | Voyage                                                     | Vierzig Jahre nach Veröffentlichung ihres bis dato letzten Studioalbums erreicht die schwedische Gruppe nach lang erwarteter Rückkehr zum achten Mal die Spitze der deutschen Albumcharts. Mit über 200.000 verkauften Einheiten in der ersten Woche legt das Album zudem den erfolgreichsten Album-Start seit Anfang 2019 sowie den erfolgreichsten Start eines internationalen Acts seit 2015 hin. Darüber hinaus verkaufte sich Voyage in der Debütwoche besser als der Rest der Top 100 zusammen. |
| 26. November 2021 – 2. Dezember 2021 1 Woche | 1                                          | Adele                                      | 30                                                         | Nach sechsjähriger Pause kehrt die britische Sängerin zurück und steht zum dritten Mal an der Spitze der Albumcharts. |
| 3. Dezember 2021 – 9. Dezember 2021 1 Woche (insgesamt 3) | 3                                          | ABBA                                       | Voyage                                                     | – |
| 10. Dezember 2021 – 16. Dezember 2021 1 Woche | 1                                          | Volbeat                                    | Servant of the Mind                                        | Die dänische Rockband erzielt ihre vierte Nummer-eins-Platzierung in den deutschen Albumcharts. |
| 17. Dezember 2021 – 23. Dezember 2021 1 Woche | 1                                          | Frei.Wild                                  | 20 Jahre – Wir schaffen Deutsch.Land                       | Anlässlich des 20-jährigen Bestehens erreicht die Deutschrock-Band bereits ihre siebte Nummer-eins-Platzierung in den deutschen Albumcharts. |
| 24. Dezember 2021 – 30. Dezember 2021 1 Woche | 1                                          | Fynn Kliemann                              | Nur                                                        | Der Musiker steht zum zweiten Mal auf Platz eins der deutschen Albumcharts. Mit Nur belegt erstmals ein Remixalbum die Spitze der Charts. |
| 31. Dezember 2021 – 6. Januar 2022 1 Woche | 1                                          | Philipp Burger                             | Kontrollierte Anarchie                                     | Der Frontmann der Band Frei.Wild steht zum ersten Mal als Solokünstler an der Spitze der deutschen Albumcharts. |

## Jahreshitparaden
| ← 2020 ← | Liste der Jahres-Nummer-eins-Hits in Deutschland | Liste der Jahres-Nummer-eins-Hits in Deutschland                          | Liste der Jahres-Nummer-eins-Hits in Deutschland | 2022 →   |
| \| Singles \| Position# \| Alben \| \| --------------------------------------------------------------------------------------------------------------------------------------------------------------------------------------------------- \| --------- \| ------------------------------------------------------------------------- \| \| Wellerman Nathan Evans Traditional \| 1 \| Voyage ABBA \| \| Bad Habits Ed Sheeran Frederick John Philip Gibson, Johnny McDaid, Edward Christopher Sheeran \| 2 \| Rausch Helene Fischer \| \| The Business Tiësto James Michael George Bell, Julia Christine Karlsson, Anton Rundberg, Tijs M. Verwest \| 3 \| Power Up AC/DC \| \| Friday (Dopamine Re-Edit) Riton & Nightcrawlers feat. Mufasa and Hypeman Ross Alexander John Campbell, Hugh Jude Brankin, John Robinson Reid, Graham McMillan Wilson \| 4 \| Dunkel Die Ärzte \| \| Save Your Tears The Weeknd Abel Tesfaye, Ahmad Balshe, Jason Quenneville, Max Martin, Oscar Holter \| 5 \| Wenn die Kälte kommt Santiano \| \| Stay The Kid Laroi & Justin Bieber Justin Drew Bieber, Isaac De Boni, Omer Fedi, Magnus August Høiberg, Charlton Kenneth Jeffrey Howard, Michael Mulé, Charlie Puth, Subhaan Rahmaan, Blake Slatkin \| 6 \| Senjutsu Iron Maiden \| \| Love Tonight Shouse Ed Service, Jack Madin \| 7 \| 30 Adele \| \| Your Love (9PM) ATB, Topic & A7S André Tanneberger, Alexander Tidebrink, Tobias Topic \| 8 \| Die Helene Fischer Show – Meine schönsten Momente (Vol. 1) Helene Fischer \| \| Blinding Lights The Weeknd Abel Tesfaye, Ahmad Balshe, Jason Quenneville, Max Martin, Oscar Holter \| 9 \| Udopium – Das Beste Udo Lindenberg \| \| Good 4 U Olivia Rodrigo Joshua Neil Farro, Daniel Leonard Nigro, Olivia Rodrigo, Hayley Nichole Williams \| 10 \| Aus dem Licht in den Schatten zurück Kontra K \| |                                                  |                                                                           |                                                  |          |
| ← 2020 |                                                  |                                                                           |                                                  | → 2022 → |
| Singles | Position#                                        | Alben                                                                     |                                                  |          |
| Wellerman Nathan Evans Traditional | 1                                                | Voyage ABBA                                                               |                                                  |          |
| Bad Habits Ed Sheeran Frederick John Philip Gibson, Johnny McDaid, Edward Christopher Sheeran | 2                                                | Rausch Helene Fischer                                                     |                                                  |          |
| The Business Tiësto James Michael George Bell, Julia Christine Karlsson, Anton Rundberg, Tijs M. Verwest | 3                                                | Power Up AC/DC                                                            |                                                  |          |
| Friday (Dopamine Re-Edit) Riton & Nightcrawlers feat. Mufasa and Hypeman Ross Alexander John Campbell, Hugh Jude Brankin, John Robinson Reid, Graham McMillan Wilson | 4                                                | Dunkel Die Ärzte                                                          |                                                  |          |
| Save Your Tears The Weeknd Abel Tesfaye, Ahmad Balshe, Jason Quenneville, Max Martin, Oscar Holter | 5                                                | Wenn die Kälte kommt Santiano                                             |                                                  |          |
| Stay The Kid Laroi & Justin Bieber Justin Drew Bieber, Isaac De Boni, Omer Fedi, Magnus August Høiberg, Charlton Kenneth Jeffrey Howard, Michael Mulé, Charlie Puth, Subhaan Rahmaan, Blake Slatkin | 6                                                | Senjutsu Iron Maiden                                                      |                                                  |          |
| Love Tonight Shouse Ed Service, Jack Madin | 7                                                | 30 Adele                                                                  |                                                  |          |
| Your Love (9PM) ATB, Topic & A7S André Tanneberger, Alexander Tidebrink, Tobias Topic | 8                                                | Die Helene Fischer Show – Meine schönsten Momente (Vol. 1) Helene Fischer |                                                  |          |
| Blinding Lights The Weeknd Abel Tesfaye, Ahmad Balshe, Jason Quenneville, Max Martin, Oscar Holter | 9                                                | Udopium – Das Beste Udo Lindenberg                                        |                                                  |          |
| Good 4 U Olivia Rodrigo Joshua Neil Farro, Daniel Leonard Nigro, Olivia Rodrigo, Hayley Nichole Williams | 10                                               | Aus dem Licht in den Schatten zurück Kontra K                             |                                                  |          |